# 杜國鎏
杜國鎏，BBS，BH，JP（1948年—），香港保險界人士及特許財務策劃師，曾於1982年至1994年出任旺角區議會委任議員，1985年和1988年兩度參加香港立法局選舉。

## 背景

### 個人生活
杜國鎏祖籍廣東省順德，早年於九龍深水埗長大，1961年畢業於欽州街中英學校，同年通過升中試考入九龍工業學校（1966年中五、1968年中七），於該校升讀預科時與已故保安局局長李少光為同班同學。杜國鎏後來在1971年畢業於香港大學社會學系，主修經濟學，取得二級榮譽畢業資格。畢業後投身保險界，入職其昌保險公司，1970年代末晉升為該公司的人壽保險部副總經理，1976年至1977年當選香港人壽保險從業員協會會長。

### 事業發展
杜國鎏曾牽頭成立業主立案法團，並擔任主席，又參與互助委員會工作，因而於1982年獲頒英女皇榮譽獎章（Badge of Honour；BH）。本身是旺角區大厦總會永遠名譽會董的他，自1988年以合股形式經營「聯毅顧問有限公司」，主要提供保險經紀、投資一類財務顧問服務。另一方面，其從政之路始於1982年。當時他從1982年起至1994年獲委任為油尖旺區旺角區議會議員，期間曾於1985年角逐1985年香港立法局選舉南九龍議席，最終退選。及後於1988年再度競逐同一議席，但仍於1988年香港立法局選舉中落敗。
除了競選之外，他也參與公職服務，包括出任廣播事務管理局成員（於1980年代開始，2000年離任）、交通審裁委員會成員、消費者委員會委員、交通諮詢委員會委員（1991年至1993年）、裁判司署審判顧問、旺角區滅罪委員會主席、旺角文娛康樂體育會副主席、醫院管理局廣華醫院管理委員會委員、教育委員會委員（至1998年為止）、能源諮詢委員會委員（2000年至2006年）、政府助學金聯合委員會委員（2001年至2002年轉任副主席）、撲滅罪行委員會委員（2002年至2008年）、氣體安全諮詢委員會委員（至2003年為止）、封閉令(對健康的即時危害) 上訴委員會委員（2002年至2005年）、公眾集會及遊行上訴委員會委員（2003年至2007年）、保護證人覆核委員會小組成員（2005年至2011年）、地產代理條例上訴委員團委員及主席（2001年至2007年、一2007年至2012年）、青少年罪犯問題常務委員會成員（至2012年）以及獨立監察警方處理投訴委員會成員（2008年至2010年、2012年至2018年）。
早於1995年，杜國鎏被委以太平紳士銜頭。直至1999年基於「長期盡心竭力服務社區，積極參與廣播事務管理局的工作」而獲香港特別行政區政府頒授銅紫荊星章。現時，他是上市公司太平洋恩利國際控股獨立非執行董事（2009年起）。此前曾是香港北區扶輪社社長，亦是國際扶輪社3450地區社員；他曾任該社青少年交換計劃委員會主席。另外，他於2021年至2023年應邀擔任中華電力中電客戶諮詢小組榮譽顧問。商界以外則是中原慈善基金董事會基事、愛心力量中原慈善洗腎中心榮譽顧問以及九龍工業學校學校管理委員會前成員。

### 其他資料
在政治立場上，杜國鎏支持香港特別行政區基本法第二十三條立法。

## 立法局選舉結果
| 政党 | 政党   | 候选人    | 票数 | % | ± |
| ---- | ------ | --------- | ---- | - | - |
|      | 勵進會 | 1. 薛浩然 | 12   | - | - |
|      | 勵進會 | 2. 伍建新 | 10   | - | - |
|      | 獨立   | 3. 杜國鎏 | 5    | - | - |